# Allariz
Allariz è un comune spagnolo di 6 348 abitanti situato nella comunità autonoma della Galizia.